# Britta Bjelle
Britta Marika Bjelle, född Köhler den 8 juni 1941 i Gällivare, död 25 juni 2025 i Örebro, var en svensk jurist, politiker (folkpartist) och generaldirektör. 
Bjelle, som kom från en företagarfamilj, blev juris kandidat vid Uppsala universitet 1968 och var därefter bland annat distriktsåklagare i Boden 1975–1984, tillförordnad länsåklagare i Norrbottens län 1984–1985, regionåklagare 1985–1989 och statsåklagare 1989–1994.
Bjelle var ledamot av kommunfullmäktige i Luleå kommun från 1976. Hon var riksdagsledamot 1985–1994, invald i Norrbottens läns valkrets, och var i riksdagen bland annat ledamot i skatteutskottet och ordförande i justitieutskottet 1989–1994. Hon var även ledamot i Folkpartiets partistyrelse 1982–1994. Strax innan riksdagsvalet 1994 utsågs hon till generaldirektör för den då nyinrättade Brottsoffermyndigheten och kvarstod i denna tjänst till sin pensionering 2004. Därefter flyttade hon till Örebro, där hon fortsatte att ägna sig åt politik på lokal nivå.